# Liste der Fornminnen in Tynderö

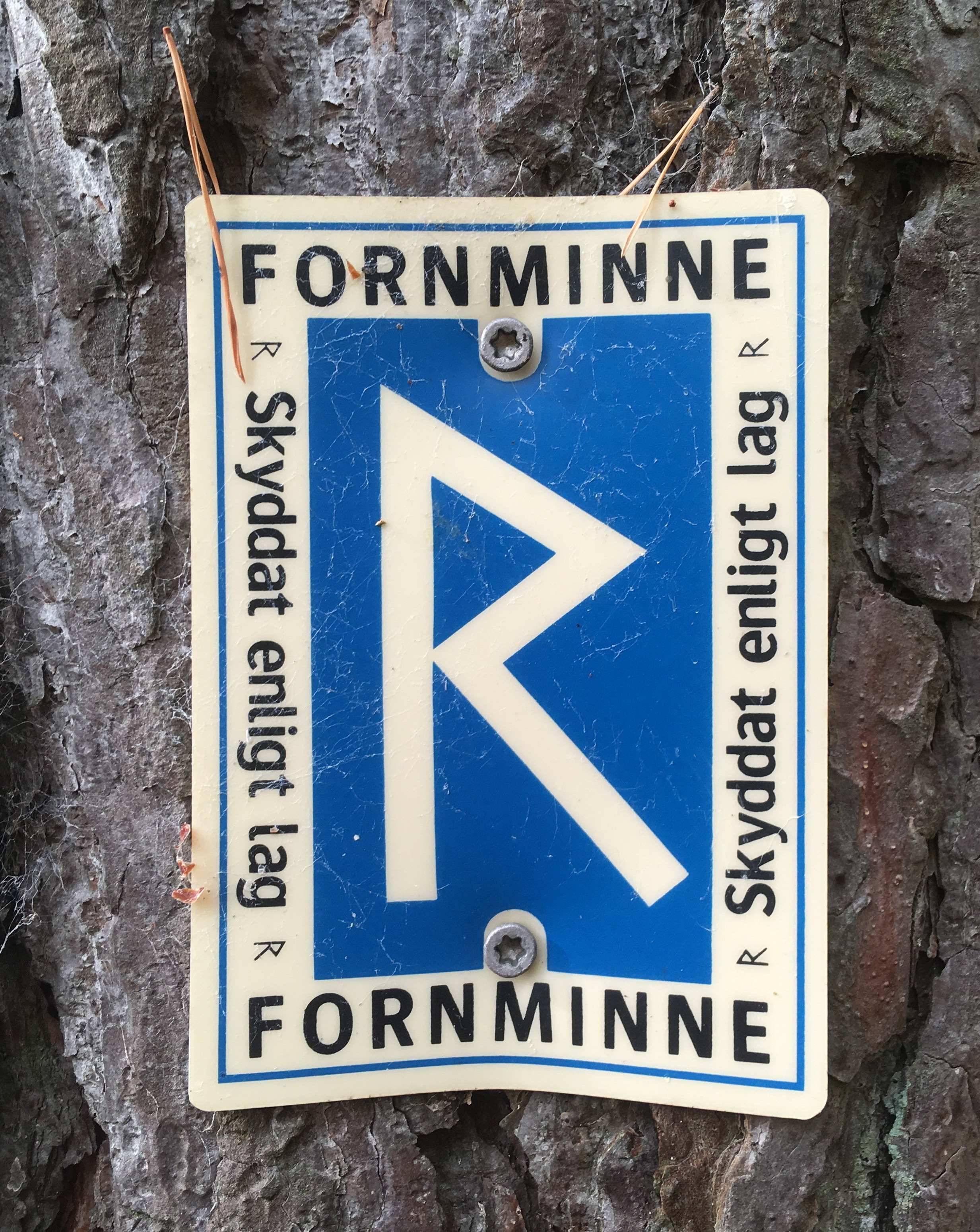
Zeichen für „Fornminnen“ in Schweden

Diese Liste der Fornminnen in Tynderö zeigt die „Alten/antiken Denkmale“ (schwedisch fornminnen) im ehemaligen Socken Tynderö in der heutigen Gemeinde Timrå der schwedischen Provinz Västernorrlands län, sie ist eine Teilliste der „Liste der Fornminnen in Västernorrland“. Die Aufteilung basiert auf der historischen Zuordnung der Gebiete in Socken (siehe auch) und der Einteilung des Zentralamts für Denkmalpflege Riksantikvarieämbetet (RAÄ). Es werden die Fornminnen aufgeführt, die auf dem Suchdienst „Fornsök“ registriert sind, welcher weitere Informationen zu den bekannten kulturhistorischen Überresten in Schweden enthält.

## Begriffserklärung
Fornminnen (schwedisch für alte/antike Denkmale oder archäologische Funde) sind in Schweden alte Objekte und archäologische Funde (Fornlämningar), welche die Überreste menschlicher Aktivitäten in der Vergangenheit bezeichnen, die durch frühere Nutzung entstanden sind und dauerhaft aufgegeben wurden. Dabei gilt für Fornminnen, die vor 1850 entstanden sind, dass sie automatisch durch das Gesetz geschützt sind. Aber auch jüngere Überreste können zu Bodendenkmalen erklärt werden, wenn sie sich an ihrem ursprünglichen Standort befinden und weitgehend erdgebunden sind. Als Fornminnen zählen u. a. Siedlungen und Siedlungsreste aus prähistorischer Zeit, Gräber und Grabstätten, Burgruinen, Ruinen von Klöstern, Kirchen und Schlössern, Steine und Felsen mit Inschriften und Bildern (z. B. Runensteine und Petroglyphen), insofern sie nicht schon als Einzeldenkmal unter Byggnadsminnen (schwedisch für Baudenkmale) oder kyrkliga Kulturminnen (schwedisch für kirchliches Kulturgut) ausgewiesen sind.

## Legende
| ID           | = | ID.Nr. des Denkmalregisters (Fornsök) im schwedische Amt für nationales Kulturerbe (Riksantikvarieämbetet (RAÄ)) |
| Lage         | = | Koordinatenangabe des Standorts                                                                                  |
| Bezeichnung  | = | Bezeichnung des Denkmalobjekts (auch RAÄ-Nr.)                                                                    |
| Beschreibung | = | Name (Denkmaltyp/Dokumentenverweis im Arkivsök) sowie eine kurze Beschreibung des Objekts                        |
| Bild         | = | Bild des Objekts sowie Verweis auf weitere Bilder                                                                |

## Liste Fornminnen Tynderö
| ID             | Lage    | Bezeichnung (RAÄ-Nr.) | Beschreibung | Bild           |
| -------------- | ------- | --------------------- | --- | -------------- |
| 10250600010001 | (Karte) | Tynderö 1:1           | Tynderö 1:1 (Grabhügel / L1935:8231) Beschreibung ergänzen | Weitere Bilder |
| 10250600020001 | (Karte) | Tynderö 2:1           | Tynderö 2:1 (Steinhügelgrab / L1935:7529) Beschreibung ergänzen | Weitere Bilder |
| 10250600020002 | (Karte) | Tynderö 2:2           | Tynderö 2:2 (Steinsetzung / L1935:7599) Beschreibung ergänzen | Weitere Bilder |
| 10250600060001 | (Karte) | Tynderö 6:1           | Tynderö 6:1 (Steinsetzung / L1935:8301) Beschreibung ergänzen | Weitere Bilder |
| 10250600060002 | (Karte) | Tynderö 6:2           | Tynderö 6:2 (Steinsetzung / L1935:8302) Beschreibung ergänzen | Weitere Bilder |
| 10250600070001 | (Karte) | Tynderö 7:1           | Tynderö 7:1 (Steinhügelgrab / L1935:9489) Beschreibung ergänzen | Weitere Bilder |
| 10250600070002 | (Karte) | Tynderö 7:2           | Tynderö 7:2 (Steinhügelgrab / L1935:8944) Beschreibung ergänzen | Weitere Bilder |
| 10250600090001 | (Karte) | Tynderö 9:1           | Tynderö 9:1 (Steinhügelgrab / L1935:9577) Beschreibung ergänzen | Weitere Bilder |
| 10250600110001 | (Karte) | Tynderö 11:1          | Tynderö 11:1 (Steinhügelgrab / L1935:9012) Beschreibung ergänzen | Weitere Bilder |
| 10250600110002 | (Karte) | Tynderö 11:2          | Tynderö 11:2 (Steinsetzung / L1935:9559) Beschreibung ergänzen | Weitere Bilder |
| 10250600120001 | (Karte) | Tynderö 12:1          | Tynderö 12:1 (Steinsetzung / L1935:9565) Beschreibung ergänzen | Weitere Bilder |
| 10250600130001 | (Karte) | Tynderö 13:1          | Tynderö 13:1 (Steinsetzung / L1935:9566) Beschreibung ergänzen | Weitere Bilder |
| 10250600140001 | (Karte) | Tynderö 14:1          | Tynderö 14:1 (Gräberfeld / L1935:9567) etwa 80 x 50 m großes Gräberfeld ca. 600 m westlich des Küstenorts Brännsand, bestehend aus 2 Steinhügelgraber (Durchmesser ca. 14 m), 2 runden Steinkreisen (Durchmesser 6,5 m und 4 m) und 2 rechteckigen Steinsetzungen (ca. 6 x 4 m und 5 x 4 m groß). | Weitere Bilder |
| 10250600150001 | (Karte) | Tynderö 15:1          | Tynderö 15:1 (Steinhügelgrab / L1935:9626) Beschreibung ergänzen | Weitere Bilder |
| 10250600160001 | (Karte) | Tynderö 16:1          | Tynderö 16:1 (Steinhügelgrab / L1935:9579) Beschreibung ergänzen | Weitere Bilder |
| 10250600160002 | (Karte) | Tynderö 16:2          | Tynderö 16:2 (Steinsetzung / L1935:9627) Beschreibung ergänzen | Weitere Bilder |
| 10250600170001 | (Karte) | Tynderö 17:1          | Tynderö 17:1 (Grabhügel / L1935:9582) Beschreibung ergänzen | Weitere Bilder |
| 10250600170002 | (Karte) | Tynderö 17:2          | Tynderö 17:2 (Grabhügel / L1935:9583) Beschreibung ergänzen | Weitere Bilder |
| 10250600180001 | (Karte) | Tynderö 18:1          | Tynderö 18:1 (Steinsetzung / L1935:9022) Beschreibung ergänzen | Weitere Bilder |
| 10250600180002 | (Karte) | Tynderö 18:2          | Tynderö 18:2 (Steinsetzung / L1935:9584) Beschreibung ergänzen | Weitere Bilder |
| 10250600190001 | (Karte) | Tynderö 19:1          | Tynderö 19:1 (Steinhügelgrab / L1935:9644) rundes (etwa 10 m Durchmesser) Hügelgrab bis auf 0,7 m Höhe angehäuft mit mittiger Grube (2,5 x 1 m) mit ungewöhnlich großen Findlingsstein von 2,5 x 1,5 m. Befindet sich etwa 2,2 km östlich Tynderö am Hang östlich der Straße zur Insel Åstön und ca. 40 m westlich davon befindet sich die Steinsetzung Tynderö 19:2 (L1935:9572) | Weitere Bilder |
| 10250600190002 | (Karte) | Tynderö 19:2          | Tynderö 19:2 (Steinsetzung / L1935:9572) runde (etwa 4,5 m Durchmesser) tw. überwachsene Steinsetzung etwa 40 m westlich des Hügelgrabs Tynderö 19:1 (L1935:9644) am Hang östlich der Straße zur Insel Åstön, etwa 2,2 km östlich Tynderö. | Weitere Bilder |
| 10250600200001 | (Karte) | Tynderö 20:1          | Tynderö 20:1 (Steinhügelgrab / L1935:9645) Beschreibung ergänzen | Weitere Bilder |
| 10250600210001 | (Karte) | Tynderö 21:1          | Tynderö 21:1 (Grabhügel / L1935:9646) Beschreibung ergänzen | Weitere Bilder |
| 10250600220001 | (Karte) | Tynderö 22:1          | Tynderö22:1 (Grabhügel / L1935:9096) Beschreibung ergänzen | Weitere Bilder |
| 10250600240001 | (Karte) | Tynderö 24:1          | Tynderö 24:1 (Grabhügel / L1935:9636) Beschreibung ergänzen | Weitere Bilder |
| 10250600240002 | (Karte) | Tynderö 24:2          | Tynderö 24:2 (Steinsetzung / L1935:9635) Beschreibung ergänzen | Weitere Bilder |
| 10250600250001 | (Karte) | Tynderö 25:1          | Tynderö 25:1 (Steinhügelgrab / L1935:9637) Beschreibung ergänzen | Weitere Bilder |
| 10250600260001 | (Karte) | Tynderö 26:1          | Tynderö 26:1 (Gräberfeld / L1935:9044) das ca. 50 x 40 m große Gräberfeld befindet sich etwa 1,8 km östlich Tynderö und westlich der Straße zur Insel Åstön. Es ist ein separat ausgewiesener Teil des Fossilienfeld Tynderö 27:1 (L1935:9709) und besteht aus 6 runden Grabhügel mit 4 bis 6 m Durchmesser, die Hügel sind tw. durch Bewirtschaft beschädigt und mit Rodungssteinen bedeckt. | Weitere Bilder |
| 10250600270001 | (Karte) | Tynderö 27:1          | Tynderö 27:1 (Fossilienfeld / L1935:9709) etwa 220 x 120 m großes Fossilienfeld, bestehend aus gerodeten Ackerflächen (heute als Weide genutzt), einigen Mulden sowie ca. 50 Lesesteinhaufen und Gräben etwa 1,8 km östlich Tynderö, westlich der Straße zur Insel Åstön. Bei Untersuchungen 2011 wurden von C14-Datierung von zwei größeren Steinhaufen (einem runden mit 5 m Durchmesser und einem rechteckigen mit 14 x 12 m) im Osten des Gebiets angefertigt, wonach diese sich auf das 14. Jh. datieren ließen. Im Norden wurde ein mögliches steinernes Pfostenloch entdeckt, welches sich mit C14 auf um 800 datieren wurde. | Weitere Bilder |
| 10250600280001 | (Karte) | Tynderö 28:1          | Tynderö 28:1 (Steinsetzung / L1935:9710) Beschreibung ergänzen | Weitere Bilder |
| 10250600290001 | (Karte) | Tynderö 29:1          | Tynderö 29:1 (Steinsetzung / L1935:9711) Beschreibung ergänzen | Weitere Bilder |
| 10250600300001 | (Karte) | Tynderö 30:1          | Tynderö 30:1 (Steinsetzung / L1935:9116) Beschreibung ergänzen | Weitere Bilder |
| 10250600310001 | (Karte) | Tynderö 31:1          | Tynderö 31:1 (Grabhügel / L1935:9655) Beschreibung ergänzen | Weitere Bilder |
| 10250600320001 | (Karte) | Tynderö 32:1          | Tynderö 32:1 (Grabhügel / L1935:9639) Beschreibung ergänzen | Weitere Bilder |
| 10250600320002 | (Karte) | Tynderö 32:2          | Tynderö 32:2 (Steinsetzung / L1935:9105) Beschreibung ergänzen | Weitere Bilder |
| 10250600320003 | (Karte) | Tynderö 32:3          | Tynderö 32:3 (Steinsetzung / L1935:9734) Beschreibung ergänzen | Weitere Bilder |
| 10250600330001 | (Karte) | Tynderö 33:1          | Tynderö 33:1 (Steinsetzung / L1935:9735) Beschreibung ergänzen | Weitere Bilder |
| 10250600340001 | (Karte) | Tynderö 34:1          | Tynderö 34:1 (Grabhügel / L1935:9173) Beschreibung ergänzen | Weitere Bilder |
| 10250600340002 | (Karte) | Tynderö 34:2          | Tynderö 34:2 (Steinsetzung / L1935:9713) Beschreibung ergänzen | Weitere Bilder |
| 10250600340003 | (Karte) | Tynderö 34:3          | Tynderö 34:3 (Grabhügel / L1935:9736) Beschreibung ergänzen | Weitere Bilder |
| 10250600360001 | (Karte) | Tynderö 36:1          | Tynderö 36:1 (Steinsetzung / L1935:9726) Beschreibung ergänzen | Weitere Bilder |
| 10250600370001 | (Karte) | Tynderö 37:1          | Tynderö 37:1 (Steinhügelgrab / L1935:9125) Beschreibung ergänzen | Weitere Bilder |
| 10250600380001 | (Karte) | Tynderö 38:1          | Tynderö 38:1 (Steinsetzung / L1935:9659) Beschreibung ergänzen | Weitere Bilder |
| 10250600380002 | (Karte) | Tynderö 38:2          | Tynderö 38:2 (Steinsetzung / L1935:8540) Beschreibung ergänzen | Weitere Bilder |
| 10250600390001 | (Karte) | Tynderö 39:1          | Tynderö 39:1 (Steinhügelgrab / L1935:8541) Beschreibung ergänzen | Weitere Bilder |
| 10250600390002 | (Karte) | Tynderö 39:2          | Tynderö 39:2 (Steinsetzung / L1935:8542) Beschreibung ergänzen | Weitere Bilder |
| 10250600400001 | (Karte) | Tynderö 40:1          | Tynderö 40:1 (Steinhügelgrab / L1935:9191) Beschreibung ergänzen | Weitere Bilder |
| 10250600400002 | (Karte) | Tynderö 40:2          | Tynderö 40:2 (Steinhügelgrab / L1935:9744) Beschreibung ergänzen | Weitere Bilder |
| 10250600400003 | (Karte) | Tynderö 40:3          | Tynderö 40:3 (Steinhügelgrab / L1935:9738) Beschreibung ergänzen | Weitere Bilder |
| 10250600410001 | (Karte) | Tynderö 41:1          | Tynderö 41:1 (Steinhügelgrab / L1935:9745) Beschreibung ergänzen | Weitere Bilder |
| 10250600410002 | (Karte) | Tynderö 41:2          | Tynderö 41:2 (Steinhügelgrab / L1935:9746) Beschreibung ergänzen | Weitere Bilder |
| 10250600410003 | (Karte) | Tynderö 41:3          | Tynderö 41:3 (Steinhügelgrab / L1935:9729) Beschreibung ergänzen | Weitere Bilder |
| 10250600410004 | (Karte) | Tynderö 41:4          | Tynderö 41:4 (Steinhügelgrab / L1935:9183) Beschreibung ergänzen | Weitere Bilder |
| 10250600420001 | (Karte) | Tynderö 42:1          | Tynderö 42:1 (Steinsetzung / L1935:8560) Beschreibung ergänzen | Weitere Bilder |
| 10250600430001 | (Karte) | Tynderö 43:1          | Tynderö 43:1 (Steinhügelgrab / L1935:8561) Beschreibung ergänzen | Weitere Bilder |
| 10250600440001 | (Karte) | Tynderö 44:1          | Tynderö 44:1 (Steinhügelgrab / L1935:9244) Beschreibung ergänzen | Weitere Bilder |
| 10250600440002 | (Karte) | Tynderö 44:2          | Tynderö 44:2 (Steinsetzung / L1935:8562) Beschreibung ergänzen | Weitere Bilder |
| 10250600440003 | (Karte) | Tynderö 44:3          | Tynderö 44:3 (Steinsetzung / L1935:8544) Beschreibung ergänzen | Weitere Bilder |
| 10250600450001 | (Karte) | Tynderö 45:1          | Tynderö 45:1 (Steinhügelgrab / L1935:8555) Beschreibung ergänzen | Weitere Bilder |
| 10250600450002 | (Karte) | Tynderö 45:2          | Tynderö 45:2 (Steinhügelgrab / L1935:8554) Beschreibung ergänzen | Weitere Bilder |
| 10250600480001 | (Karte) | Tynderö 48:1          | Tynderö 48:1 (Steinhügelgrab / L1935:9748) Beschreibung ergänzen | Weitere Bilder |
| 10250600490001 | (Karte) | Tynderö 49:1          | Tynderö 49:1 (Steinhügelgrab / L1935:7524) Beschreibung ergänzen | Weitere Bilder |
| 10250600500001 | (Karte) | Tynderö 50:1          | Tynderö 50:1 (Steinhügelgrab / L1935:7594) Beschreibung ergänzen | Weitere Bilder |
| 10250600510001 | (Karte) | Tynderö 51:1          | Tynderö 51:1 (Steinsetzung / L1935:7595) Beschreibung ergänzen | Weitere Bilder |
| 10250600530001 | (Karte) | Tynderö 53:1          | Tynderö 53:1 (Steinhügelgrab / L1935:7463) Beschreibung ergänzen | Weitere Bilder |
| 10250600540001 | (Karte) | Tynderö 54:1          | Tynderö 54:1 (Steinsetzung / L1935:8576) Beschreibung ergänzen | Weitere Bilder |
| 10250600580001 | (Karte) | Tynderö 58:1          | Tynderö 58:1 (Steinhügelgrab / L1935:8635) Beschreibung ergänzen | Weitere Bilder |
| 10250600590001 | (Karte) | Tynderö 59:1          | Tynderö 59:1 (Steinhügelgrab / L1935:8641) Beschreibung ergänzen | Weitere Bilder |
| 10250600600001 | (Karte) | Tynderö 60:1          | Tynderö 60:1 (Steinhügelgrab / L1935:8642) Beschreibung ergänzen | Weitere Bilder |
| 10250600600003 | (Karte) | Tynderö 60:3          | Tynderö 60:3 (Steinhügelgrab / L1935:9274) Beschreibung ergänzen | Weitere Bilder |
| 10250600620001 | (Karte) | Tynderö 62:1          | Tynderö 62:1 (Steinhügelgrab / L1935:8709) Beschreibung ergänzen | Weitere Bilder |
| 10250600710001 | (Karte) | Tynderö 71:1          | Tynderö 71:1 (Steinsetzung / L1935:9363) Beschreibung ergänzen | Weitere Bilder |
| 10250600720001 | (Karte) | Tynderö 72:1          | Tynderö 72:1 (Steinsetzung / L1935:8663) Beschreibung ergänzen | Weitere Bilder |
| 10250600740001 | (Karte) | Tynderö 74:1          | Tynderö 74:1 (Steinsetzung / L1935:8786) Beschreibung ergänzen | Weitere Bilder |
| 10250600770001 | (Karte) | Tynderö 77:1          | Tynderö 77:1 (Steinhügelgrab / L1935:8737) Beschreibung ergänzen | Weitere Bilder |
| 11122000001729 | (Karte) | Tynderö 82:1          | Tynderö 82:1 (Petroglyphe / L1935:8808) Steinritzungen im Norden der Insel Högskäret im Süden der "Åvikebukten", bestehend aus etwa 50 Ritzungen mit Initialen, Daten und Baumzeichen (die älteste von 1803) auf einer Fläche von 40 x 20 m. | Weitere Bilder |
| 11122000001730 | (Karte) | Tynderö 83:1          | Tynderö 83:1 (Petroglyphe / L1935:8858) Steinritzungen an der Nordküste der Insel Högskäret im Süden der "Åvikebukten", bestehend aus 2 etwa 50 m auseinanderliegenden Flächen; das westliche Gebiet (etwa 25 x 15 m) bestehend aus 40 Ritzungen (die älteste von 1845) und das östliche Gebiet (etwa 30 x 2 0m) bestehend aus etwa 80 Ritzungen (die älteste von 1783) mit Initialen, Daten und Baumzeichen. | Weitere Bilder |
| 11122000001732 | (Karte) | Tynderö 85:1          | Tynderö 85:1 (Petroglyphe / L1935:8801) Steinritzungen im Osten der Insel Högskäret im Süden der "Åvikebukten", bestehend aus 2 etwa 30 m auseinanderliegenden Flächen; das nördliche Gebiet (etwa 35 x 15 m) bestehend aus 70 Ritzungen (die älteste von 1827) und das südliche Gebiet (etwa 35 x 15 m) bestehend aus ca. 180 Ritzungen (die älteste von 1777) mit Baumzeichen, Schiffen, Kirchen, Namen und Initialen. | Weitere Bilder |
| 11122000001733 | (Karte) | Tynderö 86:1          | Tynderö 86:1 (Petroglyphe / L1935:8742) Steinritzungen an der Südspitze der Insel Flatskäret im Süden der "Åvikebukten", bestehend aus 25 Ritzungen mit Namen, Initialen und Jahreszahlen (die älteste von 1790) auf einer Fläche von 30 x 20 m. | Weitere Bilder |
| 10250600880001 | (Karte) | Tynderö 88:1          | Tynderö 88:1 (Steinsetzung / L1935:8877) Beschreibung ergänzen | Weitere Bilder |
| 10250600930001 | (Karte) | Tynderö 93:1          | Tynderö 93:1 (Steinhügelgrab / L1935:9415) Beschreibung ergänzen | Weitere Bilder |
| 10250601020001 | (Karte) | Tynderö 102:1         | Tynderö 102:1 (Grabhügel / L1935:7968) Beschreibung ergänzen | Weitere Bilder |
| 12000000134573 | (Karte) | Tynderö 132           | Tynderö 132 (Petroglyphe / L1934:1015) Felsritzungen auf einem Felsvorsprung im Norden einer halbinselartigen Landzunge im Süden der "Åvikebukten" (etwa 4 km östlich Tynderö), bestehend aus 9 Ritzungen mit Initialen und Jahreszahlen (darunter 1808, 1813 und 1852) auf einer Fläche von 13 x 5 m. | Weitere Bilder |